# رينيه كريمر
رينيه كريمر (بالفرنسية: René Kremer) هو لاعب كرة يد لوكسمبورغي، ولد في 27 مارس 1925 في Schifflange ‏ في لوكسمبورغ، وتوفي في 6 نوفمبر 2002 في إيش سوغ ألزيت في لوكسمبورغ.

## وصلات خارجية
- رينيه كريمر على موقع أوليمبيديا (الإنجليزية)